# Mellan-Grängen
Mellan-Grängen är en sjö i Bollnäs kommun i Hälsingland och ingår i Norralaåns huvudavrinningsområde.